# BORGChat
BORGChat es un mensajero LAN. Ha obtenido una relativa popularidad y se le considera un completo programa de chat de LAN. Ha sido desplazado por productos comerciales que permiten chat de voz, videoconferencia, monitorización central y administración. Una extensión llamada "BORGVoice" añade capacidad de chat de voz a BORGChat, la extensión permanece en fase alfa.

## Historia
Inicialmente, BORGChat fue publicado por Ionut Cioflan (alias "IOn") en 2002. El nombre proviene de la raza BORG de Star Trek: Los Borg son una sociedad masiva de autómatas secuestrados y asimilados desde miles de especies. El colectivo Borg mejora mediante el consumo de tecnología, en una manera similar a la que desea BORGChat "asimilar".

## Características
El software soporta las siguientes características:
- Salas de chat (canales) públicos y privados, soporte para salas de chat propias
- Avatars con información del usuario y alertas en línea
- Enviar mensajes privados
- Enviar ficheros y fotos, con pausa y administración de ancho de banda
- Smileys animados (emoticonos) y efectos de sonido (bip)
- Ver ordenadores y recursos compartidos
- Logs de discusión en la LAN
- Filtro de mensajes, ignorar mensajes de otros usuarios
- Edición de mensajes con Bulletin Board Code (negrita, cursiva, subrayado)
- Múltiples modos de estado de chat: Disponible/Ocupado/Away con mensajes customizables
- Soporte de múltiples idiomas (con la posibilidad de añadir más idiomas): inglés, rumano, sueco, español, polaco, eslovaco, italiano, búlgaro, alemán, ruso, turco, ucraniano, esloveno, checo, danés, francés, letón, portugués, urdu, holandés, húngaro, serbio, ruso, apureño.